# Алечки ледник
Алечкият ледник (на немски: Aletschgletscher, кратка форма Алеч) е най-големият ледник в Алпите.
Намира се в Швейцария. Стича се към река Рона (до височина - 1450 м.) Има 4 клона. Площта му е 101,7 км2. Дебелина – до 792 м. Дължина – 22,3 км.
През декември 2001 г. ледникът е включен в Списъка на световното наследство на ЮНЕСКО.